# Spanish Fort (Alabama)
Spanish Fort es una ciudad ubicada en el condado de Baldwin en el estado estadounidense de Alabama. En el censo de 2000, su población era de 5423.

## Historia
Recibe su nombre, porque en 1780 los españoles construyeron un fuerte tras la batalla de fuerte Charlotte, con el fin de defender la bahía de Mobile. Pasó a control norteamericano en abril de 1813.
Durante la guerra de Secesión, fue asediado por las tropas de la Unión desde el 27 de marzo de 1865, ocupando el fuerte el 8 de abril, facilitando la toma de Mobile cuatro días después.

## Demografía
En el 2000 la renta per cápita promedia del hogar era de 56 699 $, y el ingreso promedio para una familia era de 67 844 $. El ingreso per cápita para la localidad era de 27 081 $. Los hombres tenían un ingreso per cápita de 50 240 $ contra 30 273 $ para las mujeres.

## Geografía
Spanish Fort se encuentra ubicada en las coordenadas 30°40′7″N 87°55′19″O / 30.66861, -87.92194 (30.668723, -87.922179)
Según la Oficina del Censo de los EE. UU., la ciudad tiene un área total de 11.13 millas cuadradas (28.82 km²).